# Lipopolysacharid
Lipopolysacharid (LPS) je makromolekula skládající se z lipidů a polysacharidů spojených kovalentní vazbou. V případě složek sacharidů s krátkým řetězcem (oligosacharidy) se nazývají lipooligosacharidy (LOS).
Lipopolysacharidy jsou tepelně stabilní a jsou hlavní složkou vnější membrány gramnegativních bakterií. Pokud dojde k rozpadu bakterií, začnou vylučovat lipopolysacharidy, které mají toxický účinek a nazývají se endotoxiny. Na rozdíl od exotoxinů se tedy neuvolňují neporušenými bakteriemi. U organismů napadených exotoxiny dochází k silné imunitní reakcí. Může dojít až k septickému šoku.

## Struktura LPS

Řetězec LPS se skládá ze tří částí: O-antigen, vnější a vnitřní jádro a lipid A.

Lipopolysacharidy se skládají ze tří dílčích oblastí, které jsou vzájemně propojeny:

### O-antigen
O-antigen (O-polysacharid) je tvořený cca 40 opakujícími se oligosacharidovými nebo polysacharidovými podjednotkami, které jsou vázány na jádro a tvoří vnější oblast molekuly.  Názvy O-polysacharid a O-antigen jsou totožné. O-polysacharid vyjadřuje strukturu a O-antigen vlastnost chránit povrch bakterie.
Řetězec se skládá z jedné nebo více hexóz, například galaktózy, glukózy a manózy. Dále to jsou například sacharidy jako je abequóza, kolitóza, paratóza nebo tyvelóza. Tyto sacharidy jsou kombinovány do čtyřdílných nebo pětidílných sekvencí, které jsou často rozvětvené. Tato oblast se liší podle typu a kmene bakterií. Může být použita k rozlišení bakterií, včetně diferenciace patogenních a nepatogenních druhů. Pro tento účel se obvykle používají sérologické metody, zejména Gruber-Widalova reakce.

### Vnější a vnitřní jádro
Vnější a vnitřní jádro je složeno z krátkých sacharidových řetězů. Oblast jádra je vázána na lipidy A. Skládá se v podstatě z 2-keto-3-deoxy-octonátu a heptózy, glukózy, galaktózy a N-acetylglukosaminu. Vnější a vnitřní jádro se může lišit pro různé typy bakterií.

### Lipid A
Lipid A je složený z fosforylovaného N-acetylglukosaminového dimeru s šesti až sedmi nasycenými mastnými kyselinami. Lipid A tvoří vnitřní oblast lipopolysacharidu. Tato část působí jako endotoxin a uvolňuje se po zničení buňky.
Lipid A, na rozdíl od většiny ostatních lipidů buněčné membrány, není fosfolipid. Mastné kyseliny jsou vázány esterovými vazbami na disacharid. Mezi nejběžnější mastné kyseliny patří kapronová, laurová, palmitová a stearová kyselina. Lipid A se může také lišit pro různé typy bakterií.

## Objev toxicity LPS
Richard Friedrich Johannes Pfeiffer (1858 – 1945) byl německý lékař a bakteriolog. Jako první objevil toxickou aktivitu lipopolysacharidů a  tuto toxickou látku nazval endotoxin. Rozlišoval exotoxiny uvolňované živými bakteriemi do okolního prostředí a endotoxiny uvolňované až po zničení bakteriální buněčné stěny.

## Funkce v bakteriích
Lipopolysacharidy jsou hlavní složkou vnější membrány gramnegativních bakterií. Přispívají k její pevnosti a chrání ji před určitými druhy chemického útoku. Zvyšují záporný náboj buněčné membrány a pomáhají ke stabilizaci její struktury. Pokud je bakterie poškozena nebo usmrcena, začnou se z ní vylučovat. Vyvolají tím silnou reakci imunitního systému svého hostitele - lidí nebo zvířat.

## Příklady bakterií
- Escherichia coli – průjmovitá onemocnění, záněty močových cest, hnisavé infekce. Zdroj kontaminovaná voda a potraviny.
- Salmonella – salmonelóza, břišní tyfus. Zdroj maso, masné výrobky, lidé nakažení tyfem.
- Shigella – úplavice. Perorálně, nemoc špinavých rukou, zdrojem nakažený i několik týdnů po odeznění příznaků.
- Pseudomonas – nozokomiální nákazy (získané v nemocnici). Zdroj potraviny (syrová zelenina).
- Neisseria – kapavka a meningitida. Kapavka se přenáší pohlavním stykem. Meningitida nosohltanem.
- Haemophilus influenzae – infekce horních cest dýchacích, rhinitidy, faryngitidy, bronchitidy, pneumonie.
- Bordetella – dávivý kašel. Kapénková nákaza, přímý kontakt.
- Vibrio cholerae – cholera. Přenos kontaktem s nemocným, zdrojem nákazy voda kontaminovaná stolicí nebo kontaminované potraviny.

## Imunitní reakce
Imunitní reakce je založena na reakci bílkovin (proteinů) hostitelského organismu s lipopolysacharidy (endotoxiny) bakterií. Jedná se o tyto bílkoviny:
- Lipid Binding Protein (LBP) - váže LPS v krevním séru
- Cluster of Differentiation (CD14) - glykoprotein na buněčné membráně váže komplex LPS-LBP
- Toll-Like Receptor (TLR4) - protein zahajující signální kaskádu vrozeného imunitního systému
- MD2 - nekotvený protein se váže na CD14 a TLR4

## Destrukce LPS
Vzhledem k tepelné odolnosti lipopolysacharidů je jejich odstranění obtížné. Tepelně odolná zařízení mohou být zbavena lipopolysacharidů zahříváním po dobu 5 hodin při teplotě 200 °C. Zařízení, která nejsou tepelně odolná, se naplní 1 molární hydroxidem sodným po dobu 15 hodin.